# 綿慶
質恪郡王綿慶（1779年6月17日—1804年11月27日），愛新覺羅氏，質莊親王永瑢第五子，母繼室鈕祜祿氏，其父為達福，慎郡王系第三代。
他在乾隆四十四年五月（1779年）出生，乾隆五十五年九月（1790年）接替父親成為慎郡王第三代，但因為慎郡王並非世襲罔替的爵位，因此他的封爵由亲王降一级，只是郡王。
綿慶自幼聰穎，年僅十三歲時，侍奉祖父乾隆帝遊獵於避暑山庄，引弓射獵中三箭，乾隆帝大喜，賜他黃馬褂、三眼孔雀翎。綿慶亦通曉音律，可惜體質孱弱。
嘉慶九年十月（1804年）他去世，虛齡二十六岁，由長子奕綺襲封慎郡王系第四代，不過需遞降為貝勒襲封。
綿慶嫡福晉钮祜祿氏為清朝權臣和珅之弟總督公和琳之女，側福晉伊爾根覺羅氏為德瑞之女，其子奕綺，襲封為貝勒。